# Ministro da República
Ministro da República foi um cargo criado pela Constituição da República Portuguesa de 1976 com o objetivo de representar a soberania da República Portuguesa em cada uma das suas regiões autónomas (artigo 232.º da Constituição, na sua versão original). O cargo foi extinto pela sexta revisão constitucional, operada pela Lei Constitucional n.º 1/2004, de 24 de julho, mantendo-se contudo os titulares do cargo em funções até ao termo do mandato do Presidente da República que se seguisse à entrada e vigor daquela Lei (março de 2006). O cargo foi efetivamente extinto a 30 de março de 2006 com a tomada de posse dos primeiros titulares do cargo de representante da República, que, nos termos da nova versão da Constituição, veio, junto de cada região autónoma, substituir o de ministro da República.

## Enquadramento constitucional
As funções dos ministros da República e o respetivo enquadramento institucional constavam do artigo 232.º (Representação da soberania da República) e seguintes da versão originária da Constituição, estando hoje transitoriamente mantidas pelo artigo 45.º da Lei Constitucional 1/2004, de 24 de julho.
O ministro da República era nomeado pelo Presidente da República, sob proposta do primeiro-ministro, ouvido o Conselho da Revolução (na versão de 1976). Após a primeira revisão constitucional (Lei Constitucional n.º 1/82, de 30 de setembro), o ministro da República passou a ser nomeado e exonerado pelo Presidente da República, sob proposta do Governo, ouvido o Conselho de Estado, situação que se manteve até à extinção do cargo.
Na versão originária da Constituição, o ministro da República dispunha de competência ministerial e assento em Conselho de Ministros nas reuniões que tratassem de assuntos de interesse para a respetiva região (n.º 2 do artigo 232.º na versão de 1976). Assim, o ministro da República era em diversos aspetos um verdadeiro ministro, embora não integrasse diretamente o elenco ministerial. Assinava, a par com o primeiro-ministro e os restantes ministros, os Decretos-Lei que versavam matéria de interesse para a respetiva região e nesta coordenava os serviços do Estado como se fosse um membro efetivo do Governo da República.
Esta competência ministerial desapareceu com a revisão constitucional de 1997 (Lei Constitucional n.º 1/97, de 20 de setembro), passando as funções de representação especial da soberania para mera representação do Estado e deixando de ter poderes de coordenação, a não ser por delegação, cessando a participação no Conselho de Ministros.
Até à revisão de 1997, o mandato do ministro da República não tinha duração definida, passando, a partir daquela revisão, a coincidir, salvo em caso de exoneração, com o do Presidente da República.
Nas suas ausências e impedimentos, o ministro da República era representado pelo presidente da respetiva assembleia legislativa regional. A partir de 1997, essa substituição foi alargada aos casos de vagatura do lugar.

## Funções do ministro da República
O ministro da República tinha as seguintes funções:
- Representar a soberania da República na região autónoma (n.º 1 do artigo 232.º da versão originária), alterada a partir de 1997 para simples representação do Estado;
- Coordenar a atividade dos serviços centrais do Estado no tocante aos interesses da região, dispondo para isso de competência ministerial e assento em Conselho de Ministros. Estas funções e a prerrogativa de assento em Conselho de Ministros cessou em 1997.
- Superintender nas funções administrativas exercidas pelo Estado na região e coordená-las com as exercidas pela própria região. A partir de 1997, o ministro da República passou apenas a deter, de forma não permanente, a superintendência dos serviços do Estado que lhe fossem delegados pelo Governo da República (n.º 3 do artigo 230.º na redação de 1997);
- Nomear o presidente do governo regional, tendo em conta os resultados eleitorais (n.º 4 do artigo 233.º da versão originária; n.º 3 do artigo 131.º da versão de 2001);
- Nomear os membros do governo regional sob proposta do presidente do governo (n.º 5 do artigo 233.º da versão originária; n.º 4 do artigo 231.º da versão de 2001);
- Assinar e mandar publicar a legislação regional (artigo 235.º da versão originária; artigos 233.º da versão de 2001);
- Exercer direito de veto sobre a legislação regional através de mensagem fundamentada ao parlamento regional (artigo 235.º da versão originária; artigo 233.º da versão de 2001);
- Assegurar o governo da região em caso de suspensão ou dissolução dos órgãos de governo próprio (artigo 234.º da versão originária). Esta competência desapareceu já que, após a revisão de 2004, os órgão de governo próprio deixaram de poder ser suspensos ou dissolvidos.
- Suscitar a inconstitucionalidade de diplomas regionais e de diplomas que violem os poderes da Região (artigo 235.º da versão originária; artigos 233.º e 238.º da versão de 2001).[1]

Essas funções estão hoje em parte cometidas aos representantes da República (atual artigo 230.º da Constituição) e aos órgãos de governo próprio de cada região.

## Titulares do cargo
Para uma listagem dos titulares do cargo e duração do respetivo mandato, ver:
- Para a Região Autónoma dos Açores: — Lista de governantes dos Açores;
- Para a Região Autónoma da Madeira: — Lista de governantes da Madeira.